# Dzmitry Molaš
Dzmitry Molaš (in bielorusso Дзмітры Молаш?; Minsk, 10 dicembre 1981) è un ex calciatore bielorusso, di ruolo difensore.

## Carriera

### Club
Durante la sua carriera ha giocato con numerose squadre di club, tra cui il Sibir' Novosibirsk, in cui gioca dal 2009.

### Nazionale
Ha partecipato agli Europei Under-21 del 2004.
Tra il 2006 ed il 2011 ha giocato in totale 14 partite con la nazionale maggiore bielorussa.

## Palmarès
- Campionato bielorusso: 2

BATE: 2002, 2006
- Coppa di Bielorussia: 1

BATE: 2006